# レオ・ヴァイサネン
レオ・ヴァイサネン（Leo Väisänen 、1997年7月23日 - ）は、フィンランド・ヘルシンキ出身の同国代表プロサッカー選手。オースティンFC所属。ポジションはDF。
同じくフィンランド代表サッカー選手のサウリ・ヴァイサネンは実兄。

## 経歴

### クラブ
HJKヘルシンキの下部組織出身。セカンドチームであるクルビ04でのプレーを経て、2016年4月のロヴァニエメン・パロセウラ戦でトップチームデビュー。
2016年11月、ロヴァニエメン・パロセウラに2年契約で移籍。
2018年8月、オランダのFCデン・ボスに移籍。
2020年1月12日、IFエルフスボリと3年半契約を結んだ。
2023年1月4日、オースティンFCに3年契約で移籍。

### 代表
2019年6月11日、UEFA EURO 2020予選のリヒテンシュタイン戦でフィンランド代表デビュー。

## タイトル
クルビ04
- カッコネン東部: 2015